# Tobias Carvalho
Tobias Augusto Jung de Carvalho (Porto Alegre, 3 de octubre de 1995) es un escritor brasileño.

## Biografía

### Formación académica
Se graduó en Relaciones Internacionales por la Universidad Federal de Rio Grande do Sul (UFRGS) en 2019.

### Vida personal
Tobias Carvalho cuenta que, cuando era niño, los libros en las estanterías de las bibliotecas de su madrina y de su abuela despertaron su interés por la literatura. Su primer sueño fue ser escritor, pero siempre pensó que sólo podría vivir de la profesión cuando estuviera jubilado, a los 60 años. A los 17 años comenzó a tomar talleres de escritura creativa y a escribir ficción; dice que fue entonces cuando comenzó a intercambiar sus referentes literarios, principalmente de autores extranjeros (Jonathan Franzen, David Foster Wallace, Haruki Murakami), por brasileños (Antônio Xerxenesky, Joca Reiners Terron, Juliana Leite, Gustavo Pacheco, Bernardo Carvalho).
El escritor declara que fue en los talleres de escritura creativa donde adquirió la disciplina para comenzar a escribir los cuentos que llevaron a la creación de su primer libro As Coisas, de los cuales el cuento más antiguo fue escrito en 2014, y el más reciente en 2018. A principios de 2017, decidió que aprovecharía el plazo de inscripción al Premio Sesc 2018 para completar la obra, y que intentaría publicarla, aunque no ganara el premio. Sin embargo, para su sorpresa, y en su primera participación en el concurso, obtuvo el primer lugar en la categoría Cuentos Breves. Los derechos de publicación del libro fueron adquiridos por Editorial Record y se publicó ese mismo año con una tirada inicial de 2.000 ejemplares.
El libro debut, que aborda la realidad homoafectiva de forma espontánea, realista y no militante, también permitió al autor aclarar su orientación sexual a sus allegados. "Mi abuelo, por ejemplo, no sabía que yo era gay hasta que salió mi primer libro", dice Tobias Carvalho.

## Premios
En 2018 ganó el Premio Sesc de Literatura por su libro de cuentos As Coisas, publicado por Editorial Record. Ese mismo año fue finalista del Premio de Literatura Azorianos en la categoría de cuento. Publicó su segundo libro, Visão noturna, con la editorial Todavia en 2021, y con él ganó el Premio Azorianos en las categorías Cuento y Libro del Año de 2023.

## Obras

### Libros
- 2018 - As coisas - cuentos (Editorial Record)[11]
- 2021 - Visão noturna - cuentos (Todavia)[11]
- 2023 - Quarto aberto - novela (Companhia das Letras)[11]